# Noşratābād-e Laklar
Noşratābād-e Laklar (persiska: نصرت‌آباد لکلر) är en ort i Iran.   Den ligger i provinsen Östazarbaijan, i den nordvästra delen av landet, 500 km väster om huvudstaden Teheran. Noşratābād-e Laklar ligger 1 289 meter över havet och antalet invånare är 676.
Terrängen runt Noşratābād-e Laklar är platt, och sluttar västerut. Runt Noşratābād-e Laklar är det ganska tätbefolkat, med 90 invånare per kvadratkilometer. Närmaste större samhälle är Mīāndoāb, 14,8 km söder om Noşratābād-e Laklar. Trakten runt Noşratābād-e Laklar består till största delen av jordbruksmark.